# أولي ليلوي أولسن
أولي ليلوي أولسن (Ole Lilloe-Olsen) هو لاعب أولمبي لرياضة الرماية من النرويج. شارك في الأولمبياد الصيفي في 1920–1924، وفاز بما مجموعه 6 ميداليات.

## الميداليات
| ذهب | فضة | برونز | المجموع |
| 5   | 1   | 0     | 6       |

## روابط خارجية
- أولي ليلوي أولسن على موقع أوليمبيديا (الإنجليزية)